# 岡本健三郎
岡本 健三郎（おかもと けんざぶろう、天保13年10月13日（1842年11月15日） - 明治18年（1885年）12月26日）は、幕末の土佐藩士、明治期の政治家・実業家。実名は養方。

## 来歴
土佐藩士・岡本亀七と寅の間に土佐郡一宮で生まれる。土佐藩下横目を務め、また坂本龍馬らと交流を持って国事にも奔走する。慶応3年（1867年）、龍馬とともに由利公正を訪ねて維新後の経済政策を聞き出している。
維新後は大阪府に勤め、土木頭、治部司、太政官権判事、大蔵大丞を歴任。
明治5年（1872年）、博覧会用務でオーストリアへ派遣された。明治6年（1873年）、明治六年政変で板垣退助らとともに下野し、退助らとともに民選議院設立建白書を作成した。明治11年（1878年）、立志社の獄で、小銃の弾薬を購入を企てた事を理由に投獄され、出獄後は自由党に加入しつつ、実業家として活動を始め、明治18年（1885年）、土佐人である岩崎弥太郎が設立に関わった日本郵船理事となっている。

## 関連作品

### 漫画
- 『お～い!竜馬』（小学館） - 脱藩して海援隊隊士となる描写がある。

### テレビドラマ
- 龍馬伝（2010年、NHK大河ドラマ、演：岡田正）

| 公職                          | 公職                        | 公職                        |
| ----------------------------- | --------------------------- | --------------------------- |
| 先代 安永弘行 土木正          | 土木頭 1872年 1871年        | 次代 小野義真               |
| 先代 平岡熈一（→欠員） 営繕正 | 営繕頭 1871年 営繕正 1871年 | 次代 （欠員→廃止→）平岡通義 |